# Airbus A320
Airbus A320 je řada civilních dvoumotorových proudových dopravních letounů s úzkým trupem pro krátké a střední tratě vyráběných firmou Airbus. A320 byl představen v březnu 1984, poprvé vzlétl 22. února 1987 a v dubnu 1988 byl pravidelně nasazen společností Air France. Za prvním členem rodiny následovala delší varianta A321 (první dodávka v lednu 1994), kratší A319 (duben 1996) a ještě kratší A318 (červenec 2003). Konečná výroba probíhá ve francouzském Toulouse, v Hamburku v Německu, Tchien-ťinu v Číně od roku 2009 a od dubna 2016 v Mobile, ve státě Alabama ve Spojených státech.
Má šest míst vedle sebe, rozdělených jednou uličkou a je poháněn dvouproudovými motory CFM56 nebo IAE V2500 s výjimkou typu A318 poháněného motory CFM56 nebo PW6000. Série byla průkopníkem jako první civilní dopravní letoun s plně digitálním řídícím systémem fly-by-wire a první s tzv. přirozenou nestabilitou. Dále jako první dopravní letoun používá boční side-sticky místo tradičních řídicích pák. Varianty nabízejí maximální vzletovou hmotnost od 68 do 93,5 t (150 000 až 206 000 lb), aby pokryly dolet 5 740–6 940 km (3 100–3 750 nmi). 31,4 m (103 ft) dlouhý A318 obvykle pojme 107 až 132 cestujících. A319 s kapacitou 124–156 míst je dlouhý 33,8 m (111 ft). A320 je dlouhý 37,6 m (123 ft) a pojme 150 až 186 cestujících. 44,5 m (146 ft) dlouhý A321 nabízí 185 až 230 míst. Dále jsou k dispozici business jety známé jako Airbus Corporate Jets.
V prosinci 2010 společnost Airbus ohlásila vylepšený model A320neo (new engine option), který první let vykonal v roce 2014 a do služby u společnosti Lufthansa vstoupil v lednu 2016. Díky účinnějším motorům a vylepšením včetně sharkletů nabízí až o 15% nižší spotřebu paliva. Dřívější A320 se nyní nazývají A320ceo (current engine option).
V říjnu 2019 překonal Boeing 737 a stal se nejprodávanějším dopravním letadlem. K prosinci 2019 bylo dodáno celkem 9 247 letadel více než 330 provozovatelům, včetně nízkonákladových dopravců. 8 796 letadel bylo v provozu. American Airlines byl největším operátorem se 412 letadly. Nevyřízené objednávky byly na čísle 6 068 ks, což dohromady dělá 15 315 objednávek. A320ceo zpočátku konkuroval typům MD-80 a Boeing 737 Classic, poté MD-90 a Boeing 737 Next Generation, zatímco Boeing 737 MAX je odpovědí na A320neo.

## Vývoj

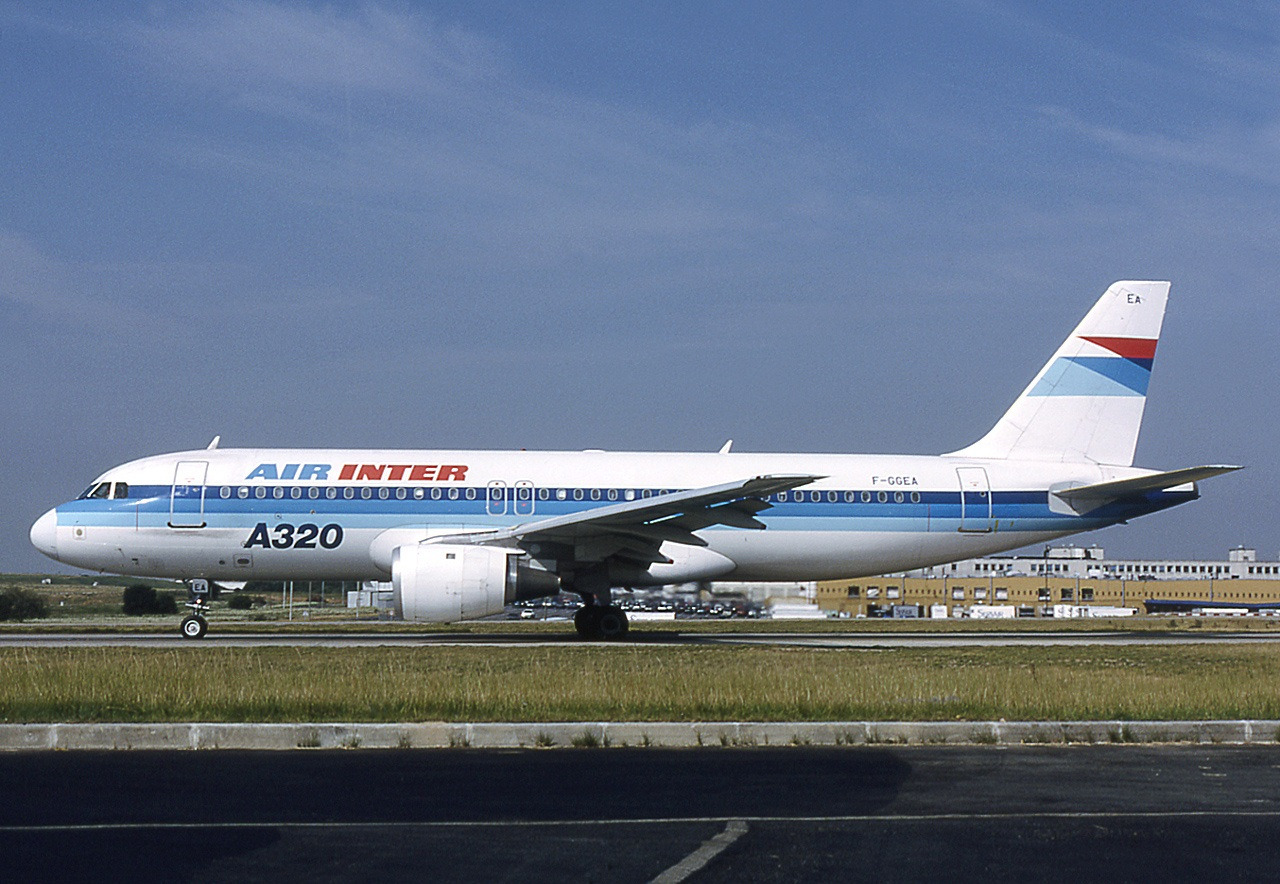
A320-100 Air Inter v roce 1991, jeden z několika málo A320-100

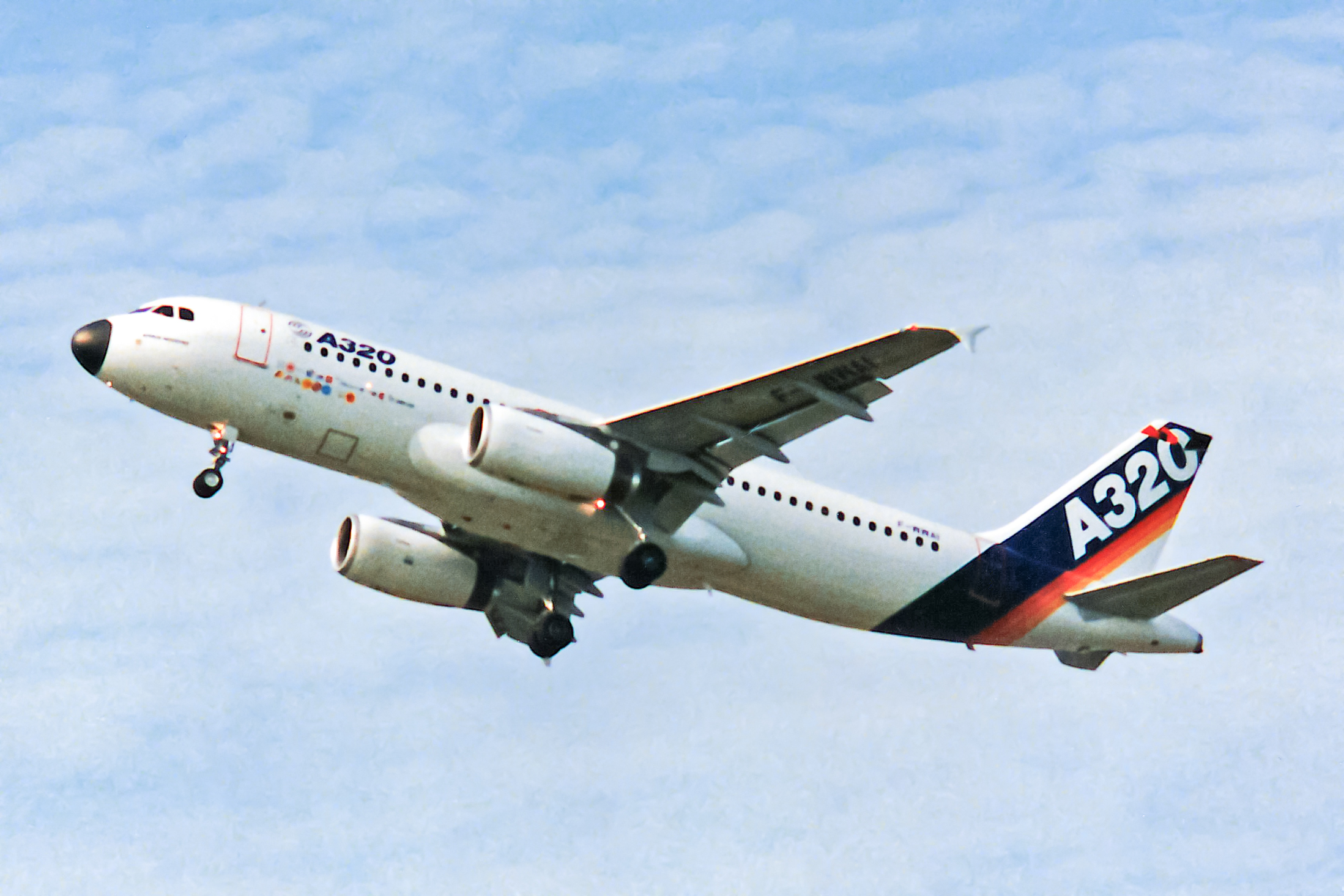
Prototyp Airbusu A320 v září 1988, upravený jako A320-200

Po úspěchu Airbusu A300 začal Airbus vyvíjet náhradu za tehdy nejpopulárnější dopravní letoun na světě – Boeing 727. Nový Airbus měl mít stejnou kapacitu, ale nižší provozní náklady a měl být k dispozici v několika verzích pro různý počet cestujících. Digitální technologie použité u A320 byly symbolem dvougeneračního technického skoku oproti plně analogovému Boeingu 727 a generačního vůči Boeingům 737 řad -300/400/500. A320 měl být celosvětovou náhradou za 727 a nejstarší varianty 737.
Po nárůstech cen ropy v 70. letech potřeboval Airbus minimalizovat náklady na palivo u A320. Aby toho dosáhl, použil u svého nového typu množství nejmodernějších technologií, např. systém řízení letu fly-by-wire, rozsáhlé použití kompozitních materiálů, změnu těžiště letounu pomocí paliva, skleněný kokpit a dvoučlennou posádku. Díky těmto vylepšením dosáhl A320 o 50% nižší spotřeby než Boeing 727. U A320 jsou používány motory dvou dodavatelů: CFM International CFM56 a International Aero Engines V2500.
A320 má počítačový palubní systém údržby. Systémy avioniky jsou navrženy tak, aby je bylo možné snadno modernizovat na novější verzi. S výjimkou úplně prvních A320 může být většina strojů modernizována na nejnovější standard avioniky a být tak moderní i po dvaceti letech ve službě.
Pilotní kabina je vybavena Elektronickým letovým informačním systémem EFIS a bočními „sidesticky“ (což jsou laicky řečeno joysticky – místo klasických řídících sloupků). Chování systému fly-by-wire (vybaveného ochranou proti překročení letové obálky) bylo tehdy (na konci 80. let) zcela novou zkušeností pro mnoho pilotů. To mohlo přispět k některým tehdejším nehodám, včetně nehody letu 296 Air France během letecké přehlídky v Habsheimu s 3 mrtvými. Nehoda se stala, když se pilot pokusil o nízký průlet. Vyšetřování nehody bylo ztěžováno zásahy zaměstnanců Airbusu, včetně manipulace s důkazy. Pečlivý pilotní výcvik a úpravy systému fly-by-wire velmi omezily podobné incidenty; A320 má dnes velmi dobré záznamy o bezpečnosti.

## Služba

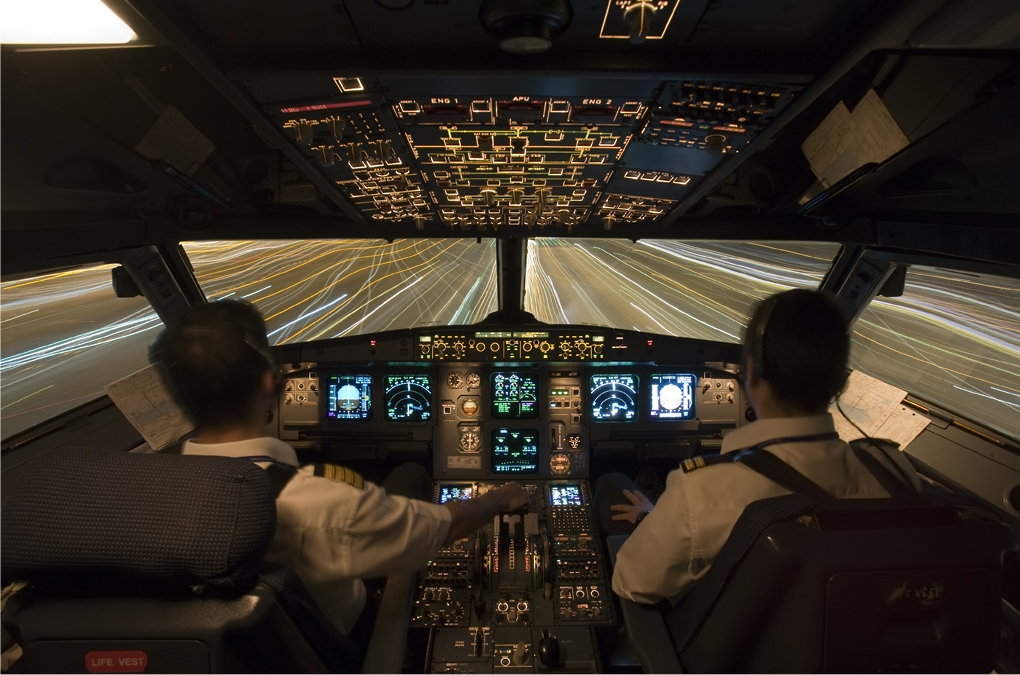
Kokpit A321 je podobný i pro A318, A319 a A320. Toto uspořádání bylo začleněno i do A330, A340, A350 a A380. Tato „standardizace“ umožňuje pilotům rychlý přechod mezi typy.

26. února 1988 byl typu udělen certifikát od JAA a A320 mohl vstoupit do služby. Stalo se tak v březnu 1988 u Air France. Od té doby se rodina verzí A320 rychle rozrůstala: výroba 185místného A321 byla zahájena v roce 1989, 124místného A319 v roce 1993 a 107místného A318 v roce 1999.
Ve srovnání s jinými letouny ve stejné třídě má A320 širší kabinu, větší zavazadlový prostor v nadhlavní části a plně digitální fly-by-wire řídící systém. Navíc má letoun značný nákladový prostor s rozměrnými dveřmi, které usnadňují nakládku a vykládku. Díky těmto vlastnostem si A320 objednaly letecké společnosti jako Northwest Airlines (první zákazník v USA), United Airlines a British Airways. Nízké náklady na provoz a údržbu jsou magnetem pro nízkonákladové dopravce. Např. Jet Blue si objednal až 233 strojů z rodiny A320 pro svou flotilu. Mezi další nízkonákladové dopravce s významnými objednávkami patří easyJet a AirAsia.
Už skoro dvě desetiletí stroje rodiny A320 soupeří na trhu s konkurencí letounů Boeing 737 Classics (-300/-400/-500), Boeing 737 Next-Generation (-600/-700/-800/-900), Boeing 757, Boeing 717, McDonnell Douglas MD-80 a McDonnell Douglas MD-90.
Airbus A319 používá Escadron de transport, d'entraînement et de calibrage – letka, která má na starosti přepravu oficiálních francouzských představitelů.
Airbus A319CJ v počtu 2 kusů používá rovněž 241. dopravní letka Vzdušných sil Armády České republiky, zajišťující transport vojáků a oficiálních představitelů české vlády.

## Airbus A320 v České republice

### České aerolinie
První úvahy o zařazení letadel rodiny A320 do flotily ČSA se objevily krátce po Sametové revoluci v souvislosti s potřebou obnovy a modernizace flotily na středně dlouhých a krátkých tratích. Ty byly do té doby obsluhovány sovětskými Tupolevy 134 a Tupolevy 154. V roce 1993 bylo uvažováno o dlouhodobém leasingu 5 letadel A320. Tento plán byl však opuštěn poté, co byly jako náhrada Tupolevů vybrány americké Boeingy 737 verzí -400 a -500. Airbusy A320 family se však minimálně na letišti Praha-Ruzyně objevovaly a stále objevují na pravidelných linkách zahraničních leteckých společností, například Lufthansa nebo Air France.
V roce 2004 vypsaly České aerolinie výběrové řízení na 12 nových středně dálkových letadel, která by nahradila zastarávající Boeingy 737 Classic. Boeing nabídl další generaci modelu 737 – Next Generation. Nabízel 6 Boeingů 737-700 (kratší verze pro cca 150 cestujících) a stejný počet Boeingů 737-800 (delší verze pro 189 cestujících). Airbus do soutěže nabídl modely A319 (144 cestujících) a A320 (180 cestujících). Nabídka Airbusu vycházela celkově výhodněji a v říjnu 2004 došlo k podepsání smlouvy na 12 letadel. Smlouva zahrnovala i dodávku 2 náhradních motorů CFM 56, náhradní díly a zajištění výcviku posádek.
První Airbus A320 v barvách ČSA přiletěl do Prahy 17. března 2005. Nesl registraci OK-GEA a pojmenován byl "Rožnov pod Radhoštěm". Nejprve se zapojil do výcvikových letů, později i do běžných obchodních letů. Dne 29. dubna 2005 se flotila rozrostla o další A320, registrace OK-GEB, který byl pojmenován "Strakonice". Obě letadla již sloužila u jiných dopravců. Dne 25. května a 31. května 2005 se flotila rozšířila o 2 Airbusy A321-200 s registrací OK-CED a OK-CEC. I tato letadla sloužila již dříve u jiných společností a byla pojmenována "Havlíčkův Brod" (OK-CEC) a "Nové město nad Metují" (OK-CED).
V roce 2006 byly zahájeny dodávky nově vyrobených A320 přímo od Airbusu. Jednalo se o letadla registrací OK-LEE (dodaný 30. března), OK-LEF (27. dubna), OK-LEG (25. května). V roce 2007 byly dodány zbývající A320 a zahájeny dodávky menších A319. Jednalo se o stroje OK-MEH (dodaný 15. února), OK-MEK (A319, dodaný 8. března), OK-MEI (A320, dodaný 16. března), OK-MEJ (A320, dodaný 13. dubna) a OK-MEL (A319, dodaný 19. dubna).
V letech 2008–2011 byly dodány další A319, čímž se jejichž počet se zvýšil ze 6 na celkem 9 letadel. Byly to stroje registrací OK-NEM (první stroj dodaný v nových, dnes používaných barvách), OK-NEN, OK-NEO, OK-NEP (dodané v roce 2008), OK-OER (2009), OK-PET (2010) a OK-REQ (2011).
Všechna letadla se zapojila do služby po boku Boeingů 737-400 a -500, které začaly být postupně ze služby stahovány a podíl Airbusů ve flotile ČSA rostl. V době největšího rozmachu letadel A320 family (2011-2012) se jich ve flotile nacházelo 19: 9× A319, 8× A320 a 2× A321.
Od počátku roku 2012 začal počet letadel ve flotile ČSA, díky špatné ekonomické situaci dopravce, klesat. Na počátku roku 2012 byly stroje registrací OK-LEE, LEF, MEH a LEG převedeny k nově vzniklé dceřiné společnosti Holidays Czech Airlines, kde se připojily k dříve získaným dalším A320 registrací OK-HCA a OK-HCB.
Z flotily ČSA však mizela další letadla. Na podzim 2012 vykonaly své poslední lety A320 registrací OK-GEA a OK-GEB. Letadla definitivně opustila flotilu počátkem roku 2013. V té době rovněž vyřadila ČSA obě A321, OK-CEC a OK-CED, pro které nebylo využití (charterové lety přešly pod Holidays Czech Airlines). Na počátku roku 2013 rovněž opustily flotilu poslední Boeingy 737-500 a středně dálková flotila se tím skládala jen z Airbusů A320 family. Na konci roku 2013 provozovaly ČSA 2× A320 (OK-MEI a OK-MEJ) a 9× A319. Ani tento stav však nebyl konečný.
V roce 2014 padlo rozhodnutí všechny zbývající A320 z flotily vyřadit z důvodu jejich ekonomické neúnosnosti - málokdy se je podařilo naplnit. Na letní sezonu 2014 si ČSA pronajaly jednu A320 od malajské nízkonákladové letecké společnosti AirAsia. Letadlo létalo v plných barvách AirAsia, jen s českou registrací OK-NES. Letadlo létalo především charterové linky pro Travel Service. Na podzim 2014 vykonaly všechny zbývající A320 (OK-LEE, LEF, LEG, MEH, MEI a MEJ) své poslední lety, byly nabídnuty k prodeji a v roce 2015 prodány.

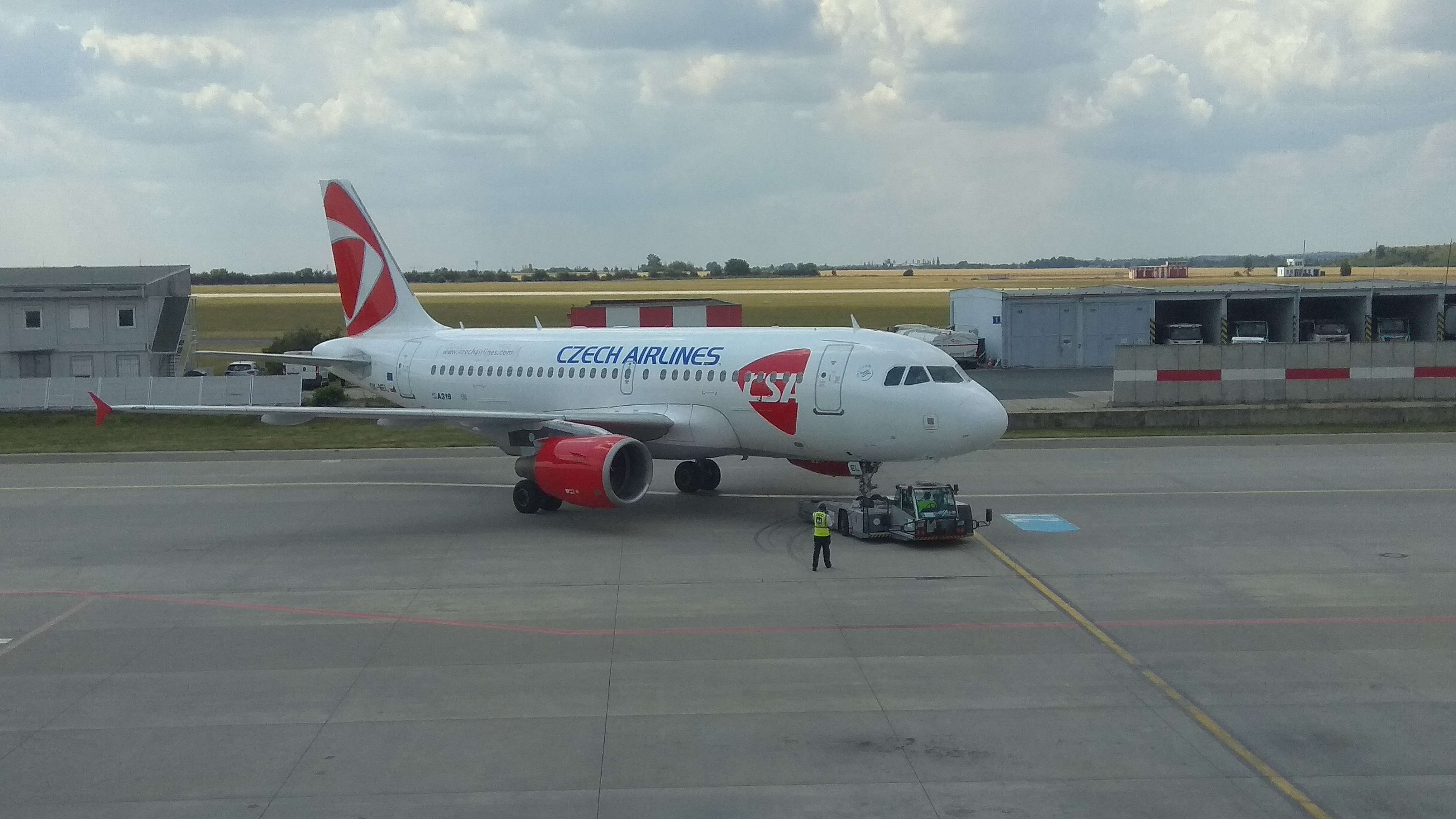
Airbus A319 ČSA (OK-MEL) vytlačován ze stojánky na letišti Praha, červenec 2019

Jediným typem na středně dlouhé tratě se tak stal Airbus A319, pro přibližně 140 cestujících. Počet letadel se opět částečně snížil. V letech 2015–2017 byly stroje registrací OK-PET a OK-OER pronajaty společnosti Saudia. Po jejich návratu zpět k ČSA se flotila opět ustálila na 9 letadlech. Nicméně další změny přišly poměrně brzo. V květnu roku 2018 opustil flotilu A319 OK-OER. Na letní sezónu se však do flotily vrátil Airbus A321 registrace OY-RUU, který byl pronajat od dánského dopravce Danish Air Transport. V průběhu roku bylo dohodnuto akcionářem ČSA, společností Smartwings, pronájem většiny letadel německému dopravci Eurowings. V průběhu dubna 2019 opustil flotilu stroj OK-PET, OK-MEK a OK-MEL. Třetí jmenovaný se však do flotily znovu vrátil a v letní sezoně 2019 byl jediným A319 ve flotile ČSA, který létal z Prahy.
V lednu 2020 byl ukončen pronájem A319 společností Eurowings, do flotily se měly vrátit až 4 A320 a již v únoru přiletěl do Prahy první z nich, A320 registrace OK-HEU. I tento letoun byl dříve používán jinými společnostmi. Další stroje měly brzo následovat. Z důvodu pandemie covidu-19 však byl tento plán zrušen a nastala další redukce. Flotilu v půlce března, nyní již definitivně, opustily A319 OK-MEL a OK-NEN. Po obnovení provozu v květnu 2020 aktivně létali jen A319 OK-REQ (jediný ve vlastnictví ČSA) a A320 OK-HEU. Zbylé A319 registrací OK-NEM, OK-NEO a OK-NEP zůstaly na zemi a jejich osud byl nejistý. V polovině září 2020 opustil flotilu A319 OK-NEP, který byl zbarven ve speciálních barvách propagující Prahu. Na konci října opustil ČSA další Airbus A319, registrace OK-NEM. V říjnu 2020 byl znovu uskladněn stroj A319 OK-REQ a létal jen A320 OK-HEU. V polovině prosince 2020 opustil flotilu další Airbus A319, registrace OK-NEO. Z původních 9 letadel typu A319 zbyl společnosti jediný, registrace OK-REQ. Flotila ČSA se zmenšila na pouhé 2 Airbusy, jednu A320 a jeden A319. Na konci prosince se do vzduchu opět vznesl A319 a tím se celá flotila A320 family vrátila zpět do provozu.
Na počátku ledna 2021 zajistil A320 transport dílů na výrobu aut z Prahy do marockého Tangeru.

### Travel Service/Smartwings
Společnost Travel Service (dnes Smartwings) sice stojí na letadlech Boeing 737 Next Generation, nicméně i v jejich flotile se čas od času Airbusy A320 objevily. Ve všech případech se jednalo o pronajaté letouny na letní sezóny od různých dopravců. Letadla jsou většinou bázována na letištích v Brně, Ostravě či Pardubicích.

### Slovenská republika - Seagle Air
V historii leteckých společností na Slovensku se letadla typu A320 objevila ve flotile jen společnosti Seagle Air v počtu 2 kusů. Společnost provozovala leteckou školu a nepravidelnou leteckou přepravu cestujících a nákladů letadly LET-410 Turbolet (například pro Českou poštu). Po krachu Slovenských aerolinií v únoru 2007 využila společnost šance, zaměstnala 80% bývalých zaměstnanců Slovenských aerolinií a nakoupila velká dopravní letadla. V následujících 2 letech byly dodány 4 Boeingy 737-300 a v dubnu respektive v červnu 2009 byly dodány i 2 Airbusy A320, registrované OM-HLD a OM-HLE. Staly se prvními (a zatím i posledními) A320 zaregistrované na Slovensku. U společnosti však dlouho nevydržely. Společnosti Seagle Air v říjnu 2009 ukončila všechny lety z důvodu nedostatku finančních prostředků. Všechna letadla se vrátila zpět k leasingovým společnostem, včetně obou A320.

## Technologie

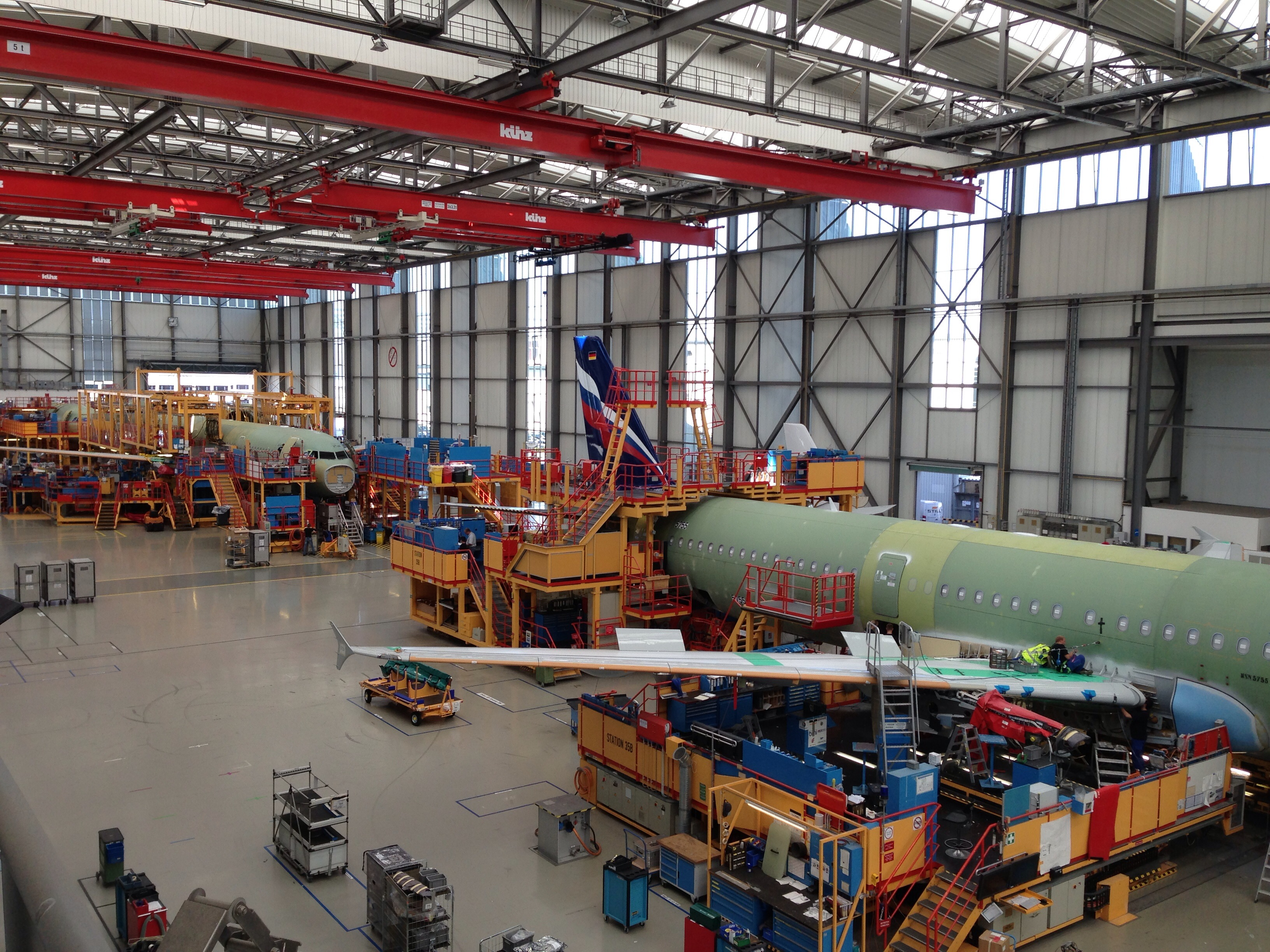
Konečná montáž letounů Airbus A321 v Hamburku

Některé moderní technologie použité v A320:
- první plně digitální fly-by-wire řídící systém v civilním dopravním letadle a první s tzv. přirozenou nestabilitou
- první civilní dopravní letadlo, které používá boční „sidesticky“ místo tradičních řídicích pák (sloupků/beranů)
- dvoučlenná posádka (Boeing 727 má tříčlennou, 737 dvoučlennou)
- plně skleněný kokpit, tedy ne hybridní verze jako u A310, Boeingu 757 a Boeingu 767
- první dopravní letoun s významným podílem kompozitních materiálů v konstrukci
- centrální diagnostický systém umožňující zjištění problému z pilotní kabiny

## Varianty

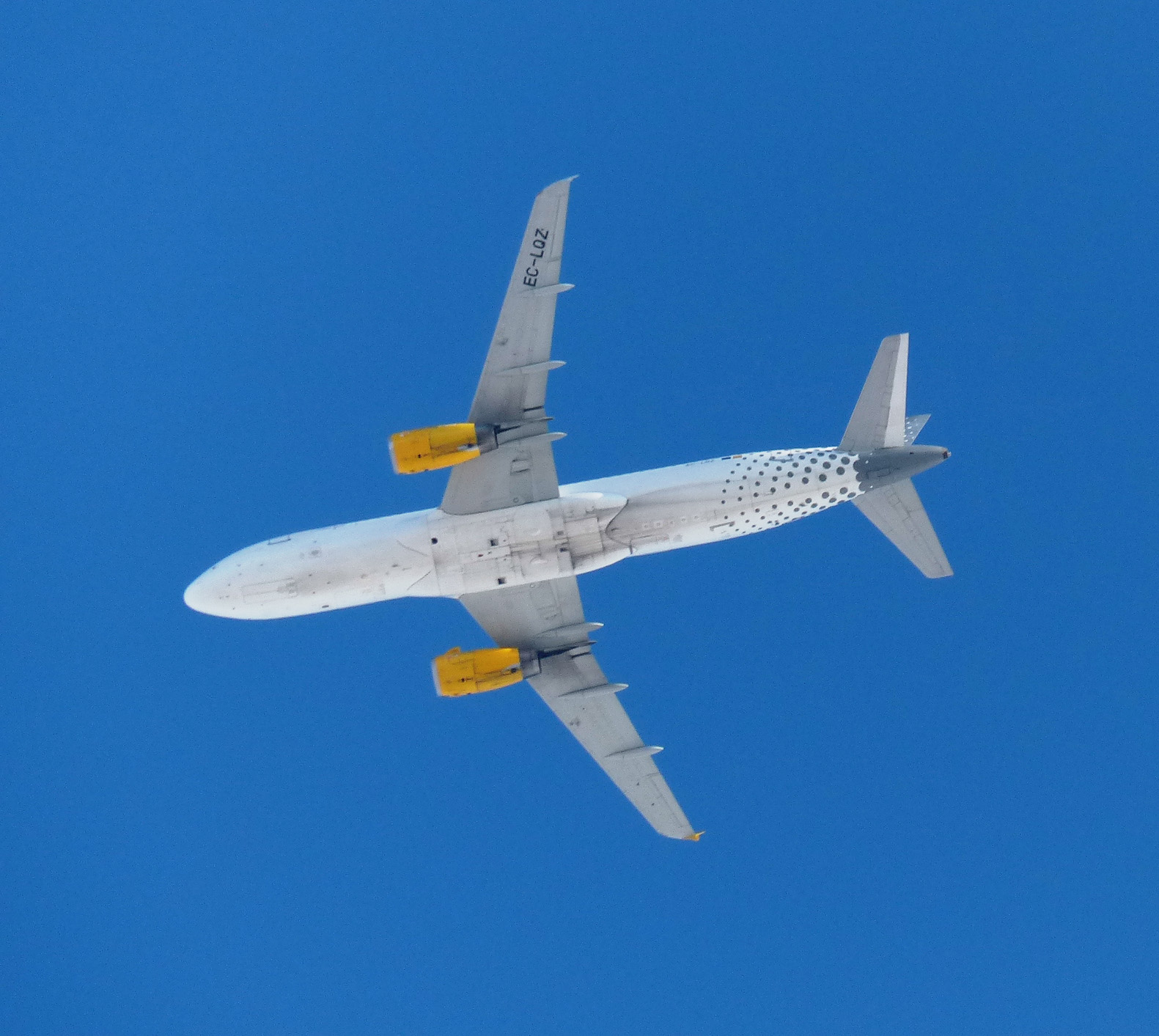
Airbus A320-232 z podhledu

A320 se stal základem pro celou skupinu verzí se stejnou konstrukcí, ale rozdílnou kapacitou – o něco menší A319, ještě menší A318 a o trochu větší A321. Jejich kapacita se pohybuje od 100 do 220 cestujících. Konkurují si s Boeingy 737, 757 a 717. Z hlediska pilota je ovládání všech verzí A320 stejné, pouze se musí vzít do úvahy o něco větší či menší délka a hmotnost.
Technicky se název „A320“ vztahuje pouze na původní „středně velkou“ verzi letounu, ale neformálně se používá k označení celé rodiny A318/A319/A320/A321. Všechny varianty splňují požadavky ETOPS (schopnost letět určitou dobu s jedním motorem).

### A320

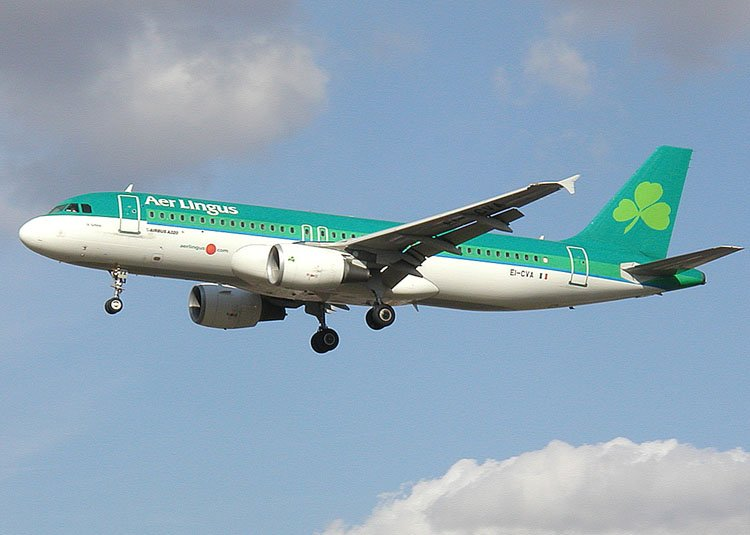
Irské národní aerolinie, Aer Lingus, mají přes třicet letounů A320-200

A320 má dvě varianty A320-100 a A320-200. A320-200 je konečnou verzí, strojů A320-100 se vyrobilo jen několik kusů. V současnosti existuje již jen jeden kus, první prototyp A320. A320-200 má na koncích křídel malé trojúhelníkové winglety (wingtip fence) a zvýšenou kapacitu palivových nádrží oproti A320-100 (pro větší dolet), další rozdíly jsou minimální. Typický dolet se 150 pasažéry je u A320-200 asi 5 400 km. Pohon obstarávají dva dvouproudové motory CFMI CFM56-5 nebo IAE V2500 s tahem 113 kN až 120 kN.

### A319

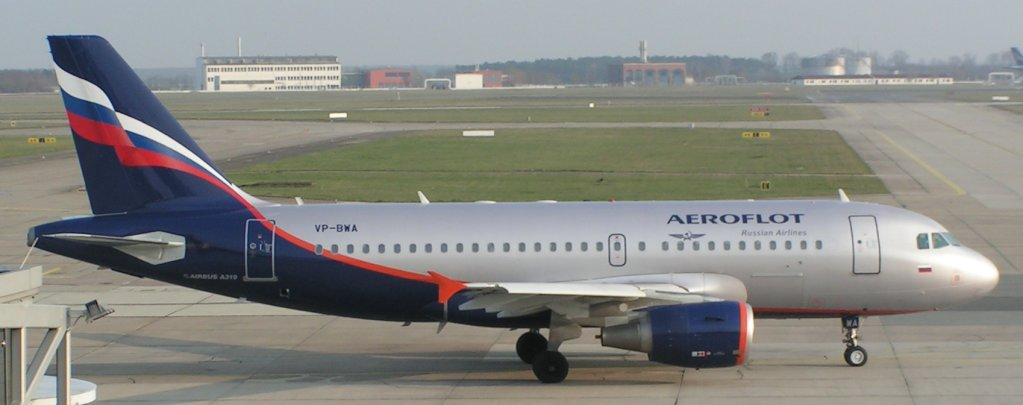
Airbus A319 ve službách Aeroflotu

Zkrácená verze A320 s minimálními změnami. Se skoro shodnou kapacitou palivových nádrží jako A320-200 a méně pasažéry se dolet, se 124 cestujícími ve dvou třídách, prodloužil na 7 200 km, největší ve své třídě. A320 a A319 jsou nejpopulárnější varianty v rodině A320. V roce 2003 si easyJet objednal Airbusy A319 s menšími kuchyňkami (easyJet během letů nenabízí jídlo) a 156 sedadly v jediné třídě. Aby se vyhovělo bezpečnostním požadavkům na rychlost evakuace, musely být přidány další nouzové východy nad křídlo. Pohon zajišťují stejné motory jako u A320. Certifikace u JAA a vstup do služby, u Swissairu, proběhly v dubnu 1996.
Obrovská objednávka easyJetu na 120 kusů A319 plus 120 opcí patřila v roce 2006 mezi největší objednávky dopravních letadel od leteckých dopravců. Jedinou srovnatelnou objednávku učinil hlavní konkurent easyJetu Ryanair na stroje Boeing 737. V současné době (2006) drží Northwest rekord v nejkratší pravidelné lince A319 z Bishop International Airport ve Flintu, Michigan do Detroitu (Detroit Metro Airport) – vzdálenost pouhých 92 km (57 mil).

#### A319CJ

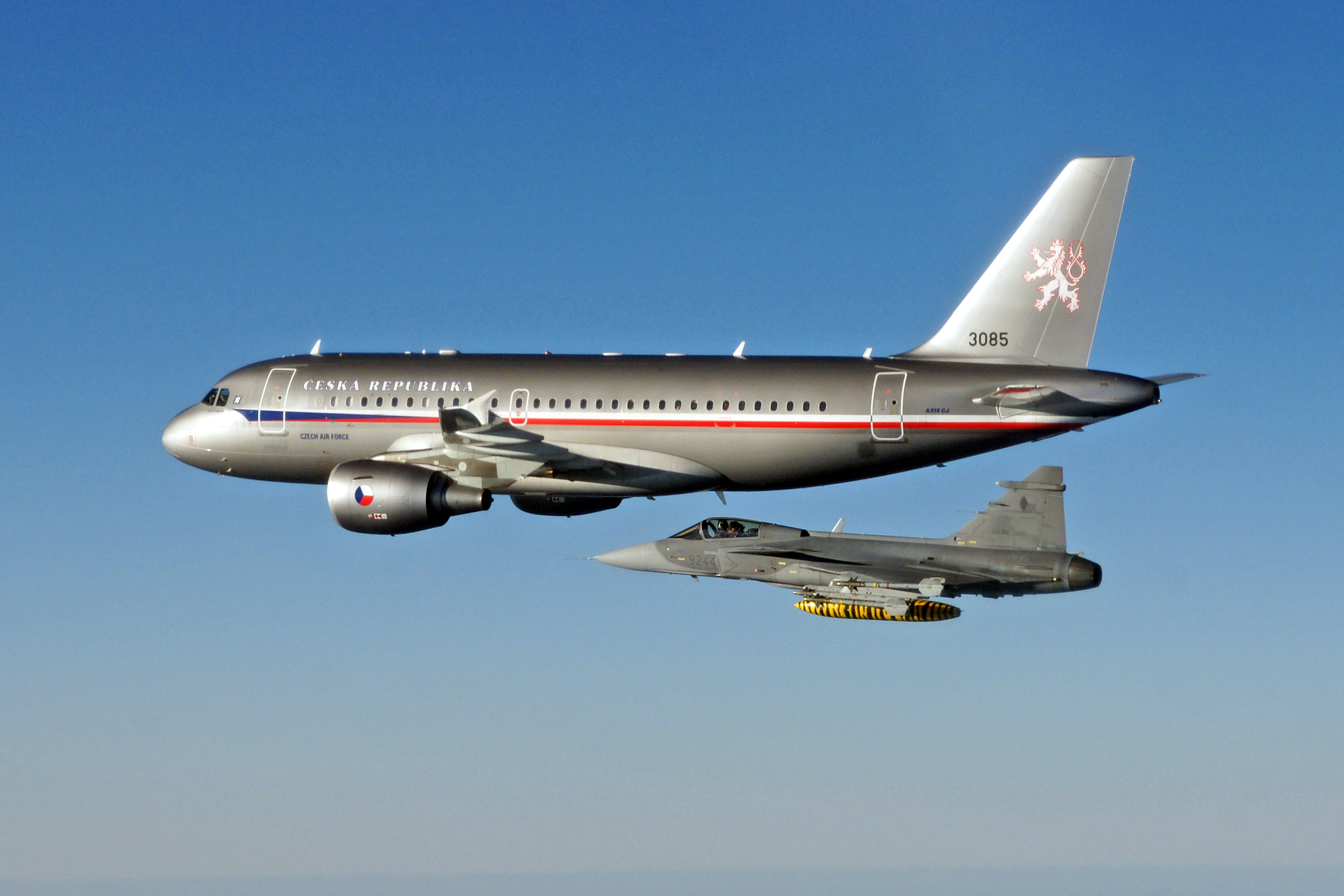
Český armádní Airbus A319CJ doprovázený stíhačkou JAS-39 Gripen při návratu z olympijských her v Soči

A319CJ (Corporate Jet) je business jet verze A319. Má instalované další palivové nádrže v nákladovém prostoru a prodloužený dolet na 12 000 km. Při případném dalším prodeji může být zpětně přestavěn na standardní A319 pouhým odstraněním přidaných palivových nádrží, a tak maximalizovat svou cenu. Je také znám jako ACJ neboli Airbus Corporate Jet.
Letoun může pojmout až 39 pasažérů, ale na přání zákazníka může být dodán v jakékoliv konfiguraci. Mezi jeho uživatele patří např. Daimler AG a PrivatAir. A319CJ si konkuruje s dalšími firemními letouny jako Gulfstream V, na Boeingu 737 založeném BBJ1 a Bombardier Global Express. Je poháněn stejnými motory jako A320.
Dne 9. března 2006 podepsalo Ministerstvo obrany České republiky smlouvu o nákupu dvou letounů A319CJ, které nahradily v dopravním letectvu Armády ČR (241. dopravní letka) zastaralé stroje Tupolev Tu-154. První letoun byl dodán v prosinci 2006, druhý pak v září 2007. Od 26. října 2007 nesou stroje jména válečných veteránů z druhé světové války, generála Karla Janouška a generála Josefa Ocelky. Stroje mají v základní verzi kapacitu 40 a 42 osob a je možné je během 24 hodin přestavět pro přepravu 96 osob. Dodány byly v protichůdných konfiguracích, tedy jeden pro 42 a druhý pro 96 osob. Dále k nim byla dodána sada pro přepravu 4 osob v nemocniční péči.

#### A319LR
Tato verze má všech 48 sedadel v obchodní třídě, byla speciálně navržena pro mezikontinentální lety pouze touto třídou. A319LR, ve srovnání s A319CJ, má jen čtyři přidané palivové nádrže místo šesti. Typický dolet je 8 300 km, nejdelší v rodině A320 (s výjimkou A319CJ). Lufthansa provozuje linku (jen s business třídou) mezi Německem a USA s flotilou strojů A319LR patřících švýcarskému PrivatAiru.[kdy?] Na druhou stranu např. Qatar Airways mají své A319LR vybaveny standardním počtem 110 sedadel.[kdy?]

### A321

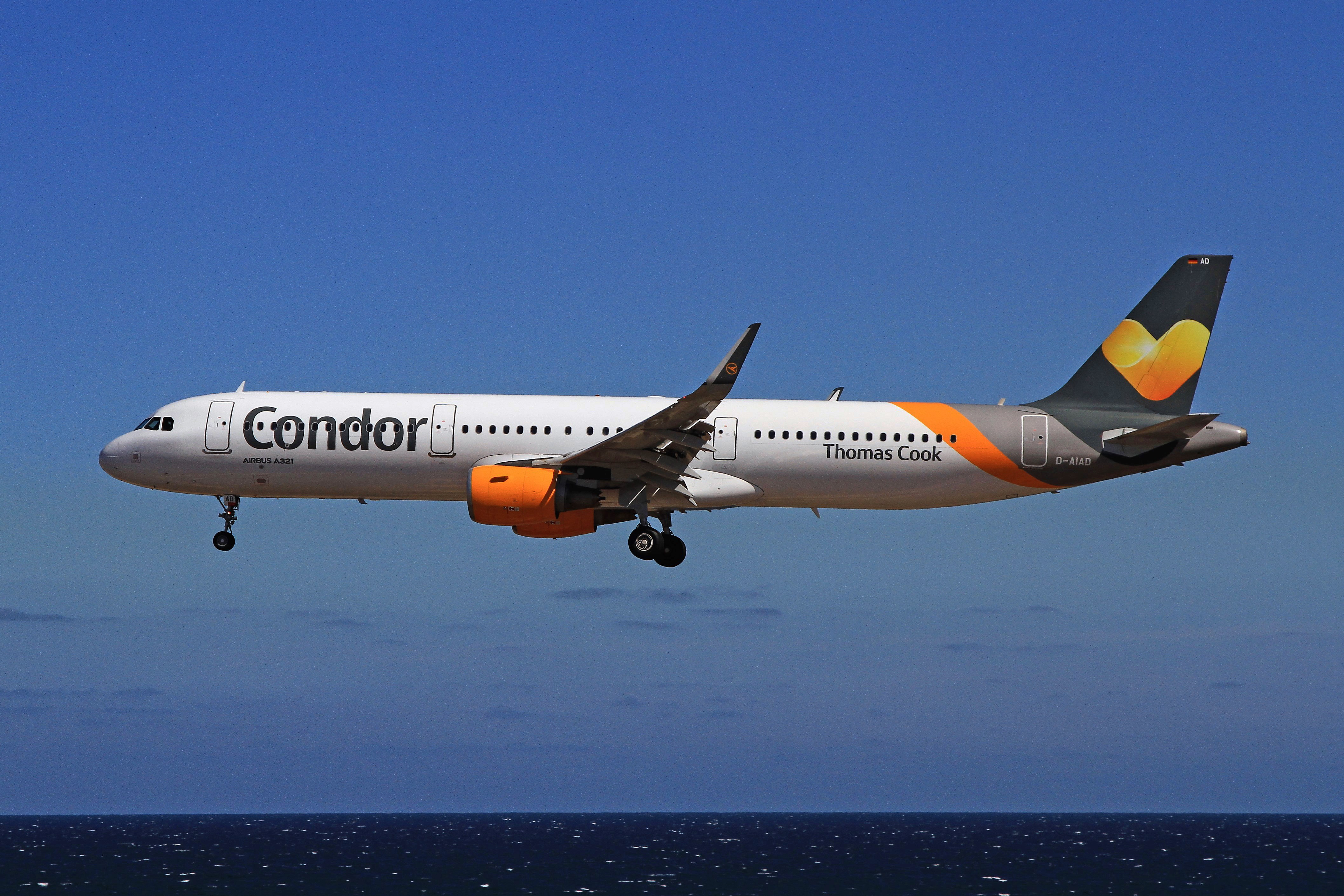
Přistávající A321 společnosti Condor

A321 je prodloužená verze A320 s minimálními změnami. Plocha křídla byla mírně zvětšena, má oproti A320 dvouštěrbinové klapky a podvozek je zesílen. Pohon zajišťují silnější verze motorů CFM56 a V2500. Někteří dopravci upřednostňují A321 před Boeingem 757, kvůli jeho podobnosti s A318, A319 a A320. Certifikací úspěšně prošel v prosinci 1993 u JAA.
Typický dolet se 186 pasažéry je pro A321-100 asi 4 300 km. Poháněn je dvěma dvouproudovými motory CFM56-5 nebo IAE V2500 s tahem 138 kN.
A321-200 s větší kapacitou palivových nádrží má se 186 pasažéry dolet asi 5 500 km. A321-200 je poháněn dvěma motory CFM56-5 nebo IAE V2500 s tahem 147 kN.

### A318

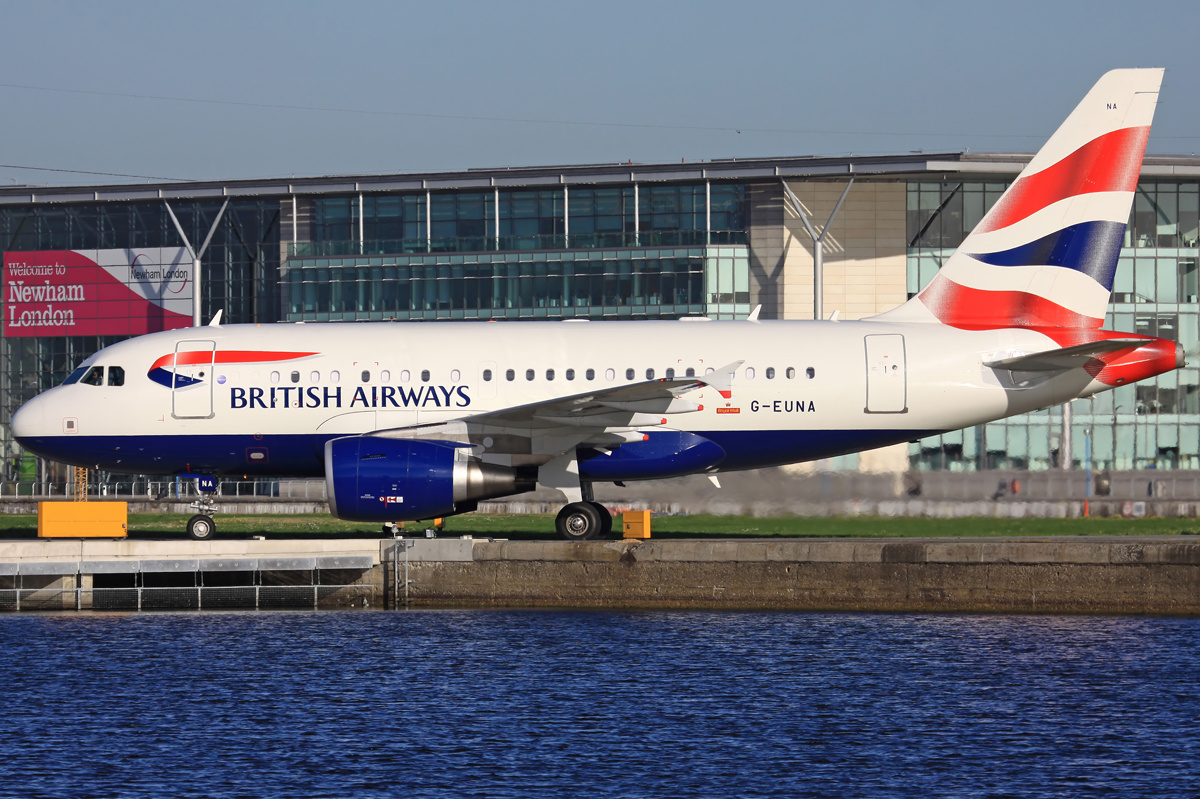
Airbus A318 u British Airways

A318, také známý jako „Mini-Airbus“, je nejmenší člen rodiny A320. Během vývoje byl označován jako A319M3, což napovídá, že je přímo odvozen z A319. „M3“ znamená „minus tři trupové díly“. Letoun je o šest metrů kratší a o 14 tun lehčí než A319. V konfiguraci se dvěma třídami má A318 109 sedadel. Byl konstruován jako náhrada starších verzí Boeingu 737 a Douglasu DC-9, ale konkuruje také modelům Boeing 737-700 a Boeing 717.
A318 je k dispozici v několika verzích s různou maximální vzletovou hmotností (MTOW) od 59 tun (dolet 2750 km) po 68 tun (6000 km). Nižší MTOW umožňuje ekonomický provoz na regionálních linkách (při kratším doletu) a vyšší MTOW dovoluje A318 doplňovat další stroje rodiny A320 na okrajových tratích. Lehčí A318 má o 10% větší dolet než A320, což mu dovoluje obsluhovat některé linky, které A320 obsluhovat nemůže, např. Londýn–Jeruzalém a Singapur–Tokio, British Airways jej provozovaly i na transatlantické lince z Londýna do New Yorku s mezipřistáním v Shannonu od roku 2009 do 2020. Největší využití ale nachází na krátkých, méně obsazených letech mezi městy střední velikosti.
Během svého vývoje narazil A318 na několik problémů. Prvním byl pokles poptávky po nových letadlech v období po 11. září 2001. Druhým byl fakt, že nové motory Pratt & Whitney spotřebovávaly více paliva než se očekávalo a v době, kdy měl CFMI připraveny nové, úspornější motory, mnoho zákazníků se od A318 už odvrátilo, např. Air China, Trans World Airlines (divize American Airlines) a British Airways. I když Airbus doufal, že se A318 na trhu prosadí jako alternativa k regionálním dopravním proudovým letounům, zákony jak v USA, tak v Evropě jej řadí do stejné třídy jako větší letadla, a protože tomu odpovídají i přistávací a jiné poplatky, regionální operátoři jej nepoužívají.
Pohon zajišťují dva motory CFM56-5 nebo Pratt & Whitney PW6000 s tahem 96 až 106 kN. První A318 byly dodány v roce 2003 společnostem Frontier Airlines a Air France. Cena za jeden A318 se pohybuje od 39 do 45 milionů dolarů a provozní náklady jsou asi 2500 až 3000 dolarů za hodinu letu. Objednávky A318 jsou nižší, než se plánovalo, k čemuž přispěla těžká konkurence firem jako Bombardier a Embraer, které vyrábějí menší letadla. Celkem bylo objednáno a dodáno 80 letadel.[kdy?]

### A320neo

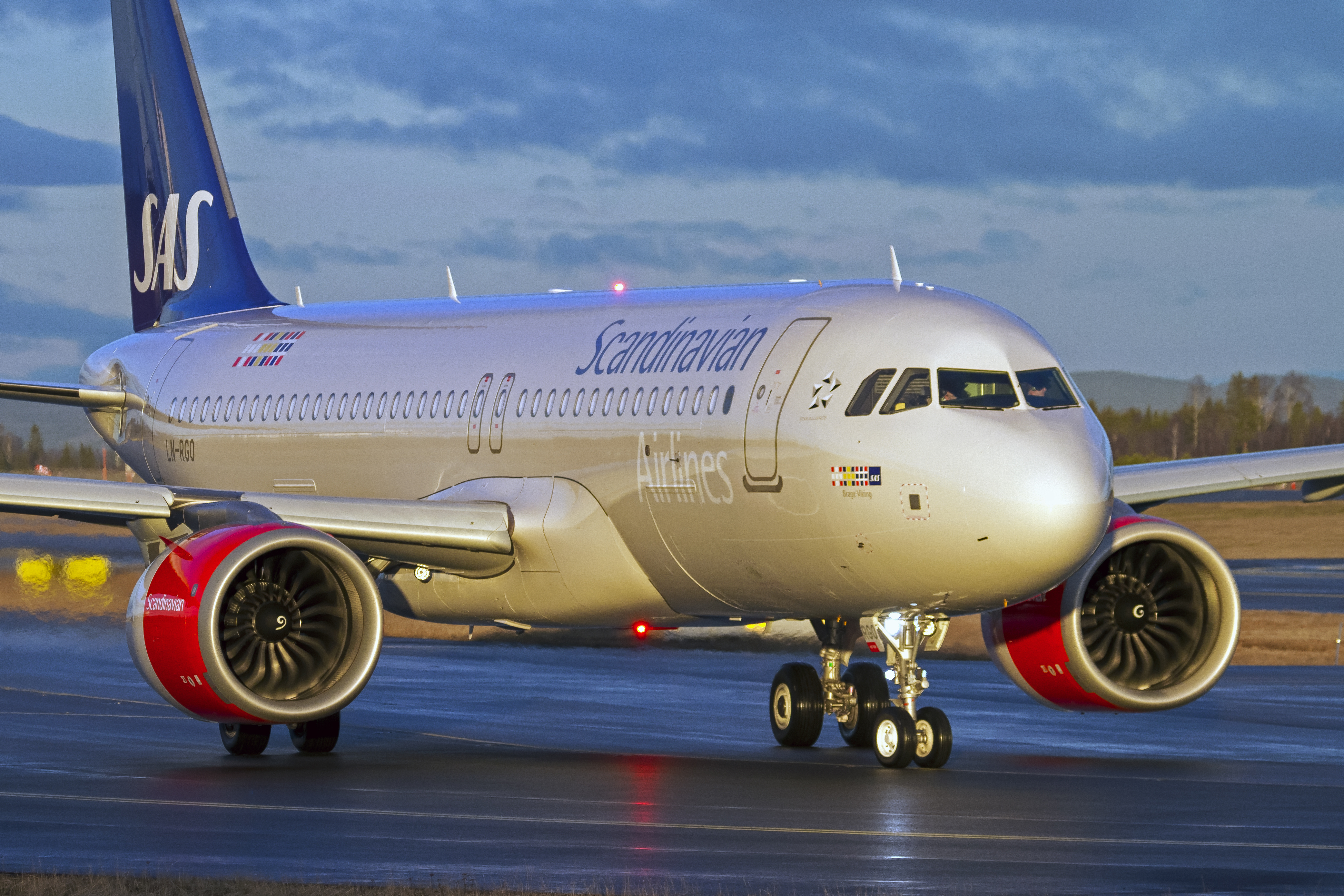
Airbus A320neo společnosti Scandinavian Airlines

Airbus navázal na úspěch předchozích řad novou řadou A320neo. Ta se od té starší liší především novými motory, lepšími aerodynamickými vlastnostmi, širší kabinou, lepšími zvukovými izolačními vlastnostmi, větším počtem míst a celkovými sníženými náklady na provoz. Neo v názvu znamená „new engine option“, v překladu nová možnost motoru, u řady A320neo je totiž možno si vybrat z motorů CFMI LEAP-1A nebo Pratt & Whitney PW1000G. První let verze A320neo se konal 25. září 2014, verze A319neo poprvé vzlétla 9. února 2016 a verze A321neo 31. března 2017. Verze A318neo není v plánu. V květnu 2017 bylo vyrobeno již přes 100 kusů tohoto nového typu. Prvními provozovateli byly společnosti Lufthansa, GoAir, IndiGo, Pegasus Airlines, Scandinavian Airlines, AirAsia a Frontier Airlines. Tato řada konkuruje především letounům Boeing 737 MAX.

## Nehody a incidenty
(Údaje k lednu 2018 souhrn pro všechny typy rodiny A320)
- Ztráty letounu: 41 (s celkem 1393 mrtvými)
- Ostatní nehody: 83 (0 mrtvých)
- Únosy: 15

## Specifikace

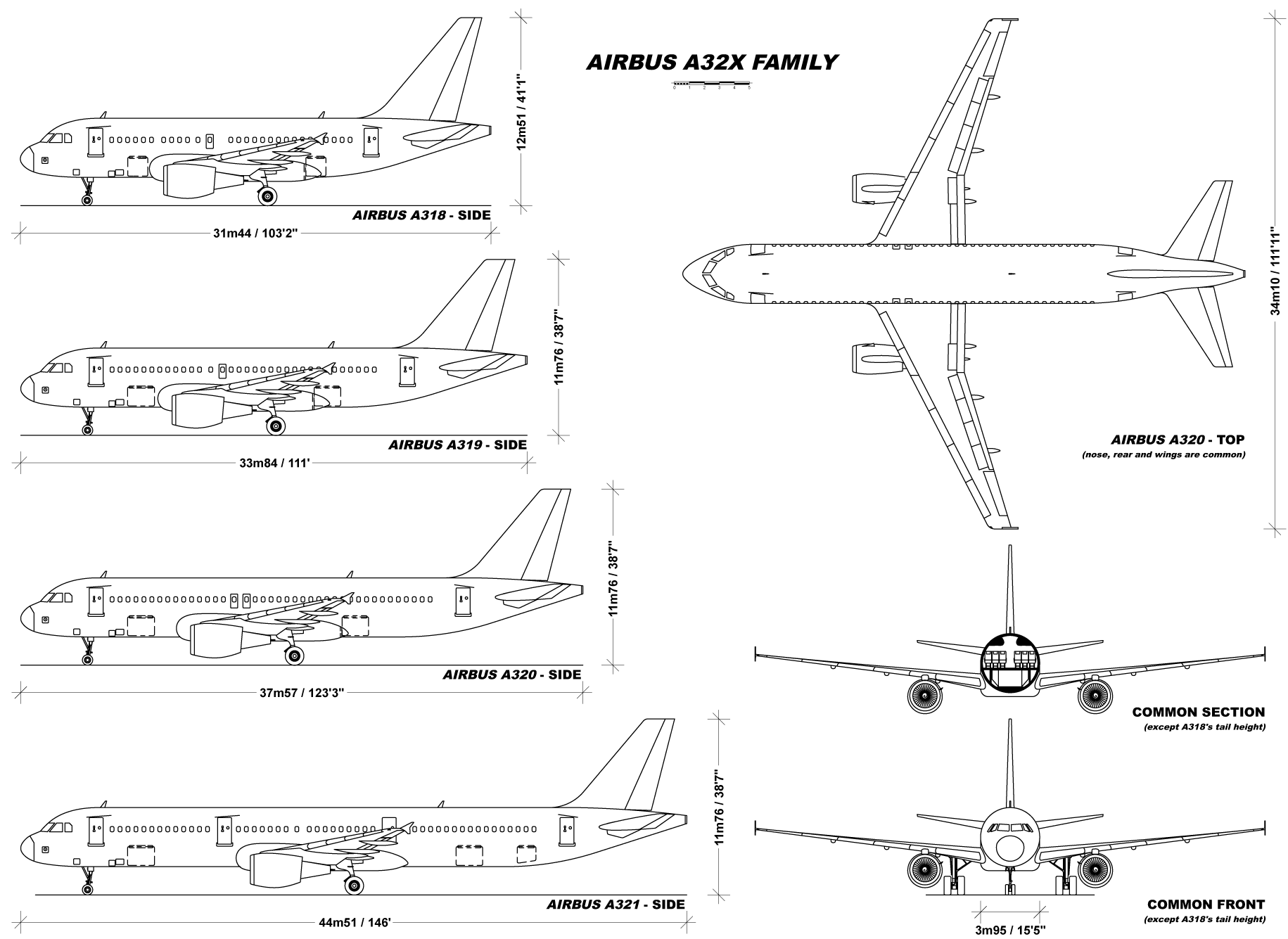
Letouny Airbus A32X

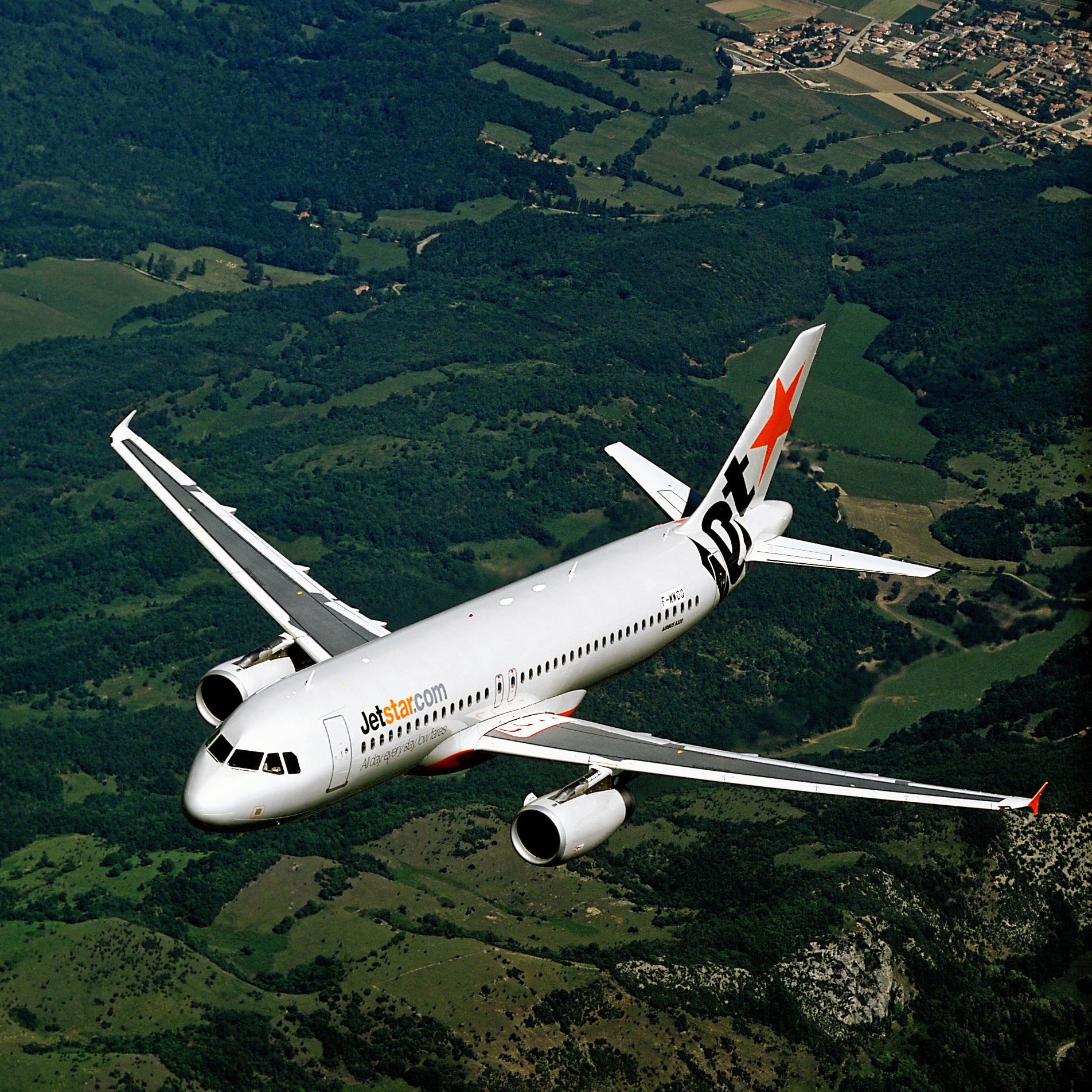
Airbus A320 za letu

| Typ                                   | Typ                                   | A318                                                                                   | A319                                                                                   | A320                                                                                   | A321                                                                                   |
| ------------------------------------- | ------------------------------------- | -------------------------------------------------------------------------------------- | -------------------------------------------------------------------------------------- | -------------------------------------------------------------------------------------- | -------------------------------------------------------------------------------------- |
| Posádka                               | Posádka                               | 2                                                                                      | 2                                                                                      | 2                                                                                      | 2                                                                                      |
| Exit limit EASA/FAA                   | Exit limit EASA/FAA                   | 136                                                                                    | 160                                                                                    | 195/190                                                                                | 230                                                                                    |
| 1 třída, maximální                    | 1 třída, maximální                    | 132 u 29–30 in (74–76 cm) sedadla                                                      | 156 u 28–30 in (71–76 cm) sedadla                                                      | 186 u 29 in (74 cm) sedadla                                                            | 236 při 28 in (71 cm) pitch                                                            |
| 1 třída, typická                      | 1 třída, typická                      | 117 u 32 in (81 cm) sedadla                                                            | 134 u 32 in (81 cm) sedadla                                                            | 164 u 32 in (81 cm) sedadla                                                            | 199 u 32 in (81 cm) sedadla                                                            |
| 2 třídy, typická                      | 2 třídy, typická                      | 107 (8F @ 38 in, 99Y @ 32 in)                                                          | 124 (8F @ 38 in, 116Y @ 32 in)                                                         | 150 (12F @ 36 in, 138Y @ 32 in)                                                        | 185 (16F @ 36 in, 169Y @ 32 in)                                                        |
| Objem nákladového prostoru            | Objem nákladového prostoru            | 21,20 m3 (749 cu ft)                                                                   | 27,70 m3 (978 cu ft)                                                                   | 37,40 m3 (1 321 cu ft)                                                                 | 51,70 m3 (1 826 cu ft)                                                                 |
| ULD (Universal loading device)        | ULD (Universal loading device)        | X                                                                                      | 4× LD3-45                                                                              | 8× LD3-45                                                                              | 10× LD3-45                                                                             |
| Délka                                 | Délka                                 | 31,44 m (103 ft 2 in)                                                                  | 33,84 m (111 ft 0 in)                                                                  | 37,57 m (123 ft 3 in)                                                                  | 44,51 m (146 ft 0 in)                                                                  |
| Rozvor                                | Rozvor                                | 10,25 m (33 ft 8 in)                                                                   | 11,04 m (36 ft 3 in)                                                                   | 12,64 m (41 ft 6 in)                                                                   | 16,91 m (55 ft 6 in)                                                                   |
| Rozchod                               | Rozchod                               | 7,59 m (24 ft 11 in)                                                                   | 7,59 m (24 ft 11 in)                                                                   | 7,59 m (24 ft 11 in)                                                                   | 7,59 m (24 ft 11 in)                                                                   |
| Rozpětí                               | Rozpětí                               | 34,10 m (111 ft 11 in)                                                                 | 35,8 m (117 ft 5 in)                                                                   | 35,8 m (117 ft 5 in)                                                                   | 35,8 m (117 ft 5 in)                                                                   |
| Nosná plocha křídel                   | Nosná plocha křídel                   |                                                                                        | 124 m² (1,330 sq ft), 10,3 štíhlost křídla                                             | 124 m² (1,330 sq ft), 10,3 štíhlost křídla                                             | 128 m² (1,380 sq ft), 10 ŠK                                                            |
| Šípovitost křídla                     | Šípovitost křídla                     | 25 stupňů                                                                              | 25 stupňů                                                                              | 25 stupňů                                                                              | 25 stupňů                                                                              |
| Výška ocasu                           | Výška ocasu                           | 12,56 m (41 ft 2 in)                                                                   | 11,76 m (38 ft 7 in)                                                                   | 11,76 m (38 ft 7 in)                                                                   | 11,76 m (38 ft 7 in)                                                                   |
| Trup                                  | Trup                                  | 4,14 m (13 ft 7 in) výška, 3,95 m (13 ft 0 in) šířka, 3,70 m (12 ft 2 in) šířka kabiny | 4,14 m (13 ft 7 in) výška, 3,95 m (13 ft 0 in) šířka, 3,70 m (12 ft 2 in) šířka kabiny | 4,14 m (13 ft 7 in) výška, 3,95 m (13 ft 0 in) šířka, 3,70 m (12 ft 2 in) šířka kabiny | 4,14 m (13 ft 7 in) výška, 3,95 m (13 ft 0 in) šířka, 3,70 m (12 ft 2 in) šířka kabiny |
| MTOW                                  | MTOW                                  | 68 t (150 000 lb)                                                                      | 75,5 t (166 000 lb)                                                                    | 78 t (172 000 lb)                                                                      | 93,5 t (206 000 lb)                                                                    |
| Max. užitečné zatížení                | Max. užitečné zatížení                | 15 t (33 000 lb)                                                                       | 17,7 t (39 000 lb)                                                                     | 19,9 t (44 000 lb)                                                                     | 25,3 t (56 000 lb)                                                                     |
| Množství paliva                       | Množství paliva                       | 24 210 L 6 400 US gal                                                                  | 24 210–30 190 L 6 400–7 980 US gal                                                     | 24 210–27 200 L 6 400–7 190 US gal                                                     | 24 050–30 030 L 6 350–7 930 US gal                                                     |
| Operační prázdná hmotnost             | Operační prázdná hmotnost             | 39,5 t (87 100 lb)                                                                     | 40,8 t (89 900 lb)                                                                     | 42,6 t (93 900 lb)                                                                     | 48,5 t (107 000 lb)                                                                    |
| Minimální hmotnost                    | Minimální hmotnost                    | 34,5 t (76 000 lb)                                                                     | 35,4 t (78 000 lb)                                                                     | 37,23 t (82 100 lb)                                                                    | 47,5 t (105 000 lb)                                                                    |
| Rychlost                              | Rychlost                              | Cestovní: Mach 0,78 (447 kn; 829 km/h), MMO: Mach 0,82 (470 kn; 871 km/h)              | Cestovní: Mach 0,78 (447 kn; 829 km/h), MMO: Mach 0,82 (470 kn; 871 km/h)              | Cestovní: Mach 0,78 (447 kn; 829 km/h), MMO: Mach 0,82 (470 kn; 871 km/h)              | Cestovní: Mach 0,78 (447 kn; 829 km/h), MMO: Mach 0,82 (470 kn; 871 km/h)              |
| Dolet s obvyklou zátěží               | Dolet s obvyklou zátěží               | 3 100 nmi, 5 750 km                                                                    | 3 750 nmi, 6 950 km                                                                    | 3 300 nmi, 6 100 km                                                                    | 3 200 nmi, 5 950 km                                                                    |
| Dolet ACJ                             | Dolet ACJ                             | 4 200 nmi, 7 800 km                                                                    | 6 000 nmi, 11 100 km                                                                   | 4 300 nmi, 7 800 km                                                                    |                                                                                        |
| Délka vzletové dráhy (MTOW, SL, ISA)  | Délka vzletové dráhy (MTOW, SL, ISA)  | 1 780 m (5 840 ft)                                                                     | 1 850 m (6 070 ft)                                                                     | 2 100 m (6 900 ft)                                                                     |                                                                                        |
| Délka přistávací dráhy (MLW, SL, ISA) | Délka přistávací dráhy (MLW, SL, ISA) | 1 230 m (4 040 ft)                                                                     | 1 360 m (4 460 ft)                                                                     | 1 500 m (4 900 ft)                                                                     |                                                                                        |
| Dostup                                | Dostup                                | 39,100–41,000 ft (11,918–12,497 m)                                                     | 39,100–41,000 ft (11,918–12,497 m)                                                     | 39,100–41,000 ft (11,918–12,497 m)                                                     | 39,100–41,000 ft (11,918–12,497 m)                                                     |
| Motory (×2)                           | Motory (×2)                           | CFM International CFM56-5B, 68,3 in (1,73 m) dmychadlo                                 | CFM International CFM56-5B, 68,3 in (1,73 m) dmychadlo                                 | CFM International CFM56-5B, 68,3 in (1,73 m) dmychadlo                                 | CFM International CFM56-5B, 68,3 in (1,73 m) dmychadlo                                 |
| Motory (×2)                           | Motory (×2)                           | PW6000A, 56,5 in (1,44 m) dmychadlo                                                    | IAE V2500A5, 63,5 in (1,61 m) dmychadlo                                                | IAE V2500A5, 63,5 in (1,61 m) dmychadlo                                                | IAE V2500A5, 63,5 in (1,61 m) dmychadlo                                                |
| Tah (×2)                              | Tah (×2)                              | 96–106 kN (22 000–24 000 lbf)                                                          | 98–120 kN (22 000–27 000 lbf)                                                          | 98–120 kN (22 000–27 000 lbf)                                                          | 133–147 kN (30 000–33 000 lbf)                                                         |

### Motory
| Model    | Certifikace        | Motory                           |
| -------- | ------------------ | -------------------------------- |
| A318-111 | 23. května 2003    | CFM56-5B8/P                      |
| A318-112 | 23. května 2003    | CFM56-5B9/P                      |
| A318-121 | 21. prosince 2005  | PW6122A                          |
| A318-122 | 21. prosince 2005  | PW6124A                          |
| A319-111 | 10. dubna 1996     | CFM56-5B5 nebo 5B5/P             |
| A319-112 | 10. dubna 1996     | CFM56-5B6 nebo 5B6/P nebo 5B6/2P |
| A319-113 | 31. května 1996    | CFM56-5A4 nebo 5A4/F             |
| A319-114 | 31. května 1996    | CFM56-5A5 nebo 5A5/F             |
| A319-115 | 30. července 1999  | CFM56-5B7 nebo 5B7/P             |
| A319-131 | 18. prosince 1996  | IAE Model V2522-A5               |
| A319-132 | 18. prosince 1996  | IAE Model V2524-A5               |
| A319-133 | 30. července 1999  | IAE Model V2527M-A5              |
| A320-111 | 26. února 1988     | CFM56-5A1 nebo 5A1/F             |
| A320-211 | 8. listopadu 1988  | CFM56-5A1 nebo 5A1/F             |
| A320-212 | 20. listopadu 1990 | CFM56-5A3                        |
| A320-214 | 10. března 1995    | CFM56-5B4 nebo 5B4/P nebo 5B4/2P |
| A320-215 | 22. června 2006    | CFM56-5B5                        |
| A320-216 | 14. června 2006    | CFM56-5B6                        |
| A320-231 | 20. dubna 1989     | IAE Model V2500-A1               |
| A320-232 | 28. září 1993      | IAE Model V2527-A5               |
| A320-233 | 12. června 1996    | IAE Model V2527E-A5              |
| A321-111 | 27. května 1995    | CFM56-5B1 nebo 5B1/P nebo 5B1/2P |
| A321-112 | 15. února 1995     | CFM56-5B2 nebo 5B2/P             |
| A321-131 | 17. prosince 1993  | IAE Model V2530-A5               |
| A321-211 | 20. března 1997    | CFM56-5B3 nebo 5B3/P nebo 5B3/2P |
| A321-212 | 31. srpna 2001     | CFM56-5B1 nebo 5B1/P nebo 5B1/2P |
| A321-213 | 31. srpna 2001     | CFM56-5B2 nebo 5B2/P             |
| A321-231 | 20. března 1997    | IAE Model V2533-A5               |
| A321-232 | 31. srpna 2001     | IAE Model V2530-A5               |